# Openul Scoțian
Openul Scoțian este un turneu profesionist de snooker care contează pentru clasamentul mondial.

## Istorie
Turneul a avut loc prima dată în 1981, sub denumirea International Open și a avut loc la Derby, în Anglia, iar în anul următor a devenit turneu de puncte, doar al doilea turneu de clasament din circuitul mondial profesionist, după Campionatul Mondial. În 1983, a fost mutat la Newcastle. În 1985, a purtat numele Matchroom Trophy în urma contractului de sponsorizare cu Matchroom Sport, companie de organizare de evenimente sportive fondată de Barry Hearn. A revenit în anul următor la numele International Open sub care s-a disputat până în 1989.
După o pauză de doi ani, turneul a revenit în calendar în 1993, fiind organizat de televiziunea Sky Sports. În 1997, a ajuns pentru prima dată în Scoția, la Aberdeen, iar din 1998 a fost redenumit Openul Scoțian. În 2004, numele turneului a fost din nou schimbat, în Players Championship, dar locul de desfășurare a rămas Scoția.
A dispărut din nou din calendar, revenind pentru o ediție, în 2012, când a făcut parte din seria Players Tour Championship.
La 29 aprilie 2015 președintele World Snooker, Barry Hearn, a anunțat crearea Home Nations Series care să aducă turnee în toate cele patru regiuni istorice ale Regatului Unit: Anglia, Scoția, Țara Galilor și Irlanda de Nord.
Câștigătorul Openului Scoțian primește Trofeul Stephen Hendry care îi poartă numele fostului campion mondial Stephen Hendry.
Steve Davis este cel mai prolific campion al turneului, cu șase trofee câștigate în opt finale jucate.
De-a lungul timpului, la Openul Scoțian au fost înregistrate opt breakuri maxime.

## Campioni
| An                                                    | Câștigător              | Finalist                | Scor final | Sponsor                                        | Gazda                       | Sezon   |
| ----------------------------------------------------- | ----------------------- | ----------------------- | ---------- | ---------------------------------------------- | --------------------------- | ------- |
| Openul Internațional (invitațional, 1981)             |                         |                         |            |                                                |                             |         |
| 1981                                                  | Steve Davis (ENG)       | Dennis Taylor (NIR)     | 9–0        | Assembly Rooms                                 | Derby, Anglia               | 1981/82 |
| Openul Internațional (turneu de clasament, 1982–1984) |                         |                         |            |                                                |                             |         |
| 1982                                                  | Tony Knowles (ENG)      | David Taylor (ENG)      | 9–6        | Assembly Rooms                                 | Derby, Anglia               | 1982/83 |
| 1983                                                  | Steve Davis (ENG)       | Cliff Thorburn (CAN)    | 9–4        | Eldon Square Recreation Centre                 | Newcastle-upon-Tyne, Anglia | 1983/84 |
| 1984                                                  | Steve Davis (ENG)       | Tony Knowles (ENG)      | 9–2        | Eldon Square Recreation Centre                 | Newcastle-upon-Tyne, Anglia | 1984/85 |
| Trofeul Matchroom (turneu de clasament, 1985)         |                         |                         |            |                                                |                             |         |
| 1985                                                  | Cliff Thorburn (CAN)    | Jimmy White (ENG)       | 12–10      | Trentham Gardens                               | Stoke-on-Trent, Anglia      | 1985/86 |
| Openul Internațional (turneu de clasament, 1986–1997) |                         |                         |            |                                                |                             |         |
| 1986                                                  | Neal Foulds (ENG)       | Cliff Thorburn (CAN)    | 12–9       | Trentham Gardens                               | Stoke-on-Trent, Anglia      | 1986/87 |
| 1987                                                  | Steve Davis (ENG)       | Cliff Thorburn (CAN)    | 12–5       | Trentham Gardens                               | Stoke-on-Trent, Anglia      | 1987/88 |
| 1988                                                  | Steve Davis (ENG)       | Jimmy White (ENG)       | 12–6       | Trentham Gardens                               | Stoke-on-Trent, Anglia      | 1988/89 |
| 1989                                                  | Steve Davis (ENG)       | Stephen Hendry (SCO)    | 9–4        | Trentham Gardens                               | Stoke-on-Trent, Anglia      | 1989/90 |
| 1993                                                  | Stephen Hendry (SCO)    | Steve Davis (ENG)       | 10–6       | Plymouth Pavilions                             | Plymouth, Anglia            | 1992/93 |
| 1994                                                  | John Parrott (ENG)      | James Wattana (THA)     | 9–5        | Bournemouth International Centre               | Bournemouth, Anglia         | 1993/94 |
| 1995                                                  | John Higgins (SCO)      | Steve Davis (ENG)       | 9–5        | Bournemouth International Centre               | Bournemouth, Anglia         | 1994/95 |
| 1996                                                  | John Higgins (SCO)      | Rod Lawler (ENG)        | 9–3        | Link Centre                                    | Swindon, Anglia             | 1995/96 |
| 1997                                                  | Stephen Hendry (SCO)    | Tony Drago (MLT)        | 9–1        | Aberdeen Exhibition and Conference Centre      | Aberdeen, Scoția            | 1996/97 |
| Openul Scoțian (turneu de clasament, 1998–2003)       |                         |                         |            |                                                |                             |         |
| 1998                                                  | Ronnie O'Sullivan (ENG) | John Higgins (SCO)      | 9–5        | Aberdeen Exhibition and Conference Centre      | Aberdeen, Scoția            | 1997/98 |
| 1999                                                  | Stephen Hendry (SCO)    | Graeme Dott (SCO)       | 9–1        | Aberdeen Exhibition and Conference Centre      | Aberdeen, Scoția            | 1998/99 |
| 2000                                                  | Ronnie O'Sullivan (ENG) | Mark Williams (WAL)     | 9–1        | Aberdeen Exhibition and Conference Centre      | Aberdeen, Scoția            | 1999/00 |
| 2001                                                  | Peter Ebdon (ENG)       | Ken Doherty (IRL)       | 9–7        | Aberdeen Exhibition and Conference Centre      | Aberdeen, Scoția            | 2000/01 |
| 2002                                                  | Stephen Lee (ENG)       | David Gray (ENG)        | 9–2        | Aberdeen Exhibition and Conference Centre      | Aberdeen, Scoția            | 2001/02 |
| 2003                                                  | David Gray (ENG)        | Mark Selby (ENG)        | 9–7        | Royal Highland Centre                          | Edinburgh, Scoția           | 2002/03 |
| Players Championship (turneu de clasament, 2004)      |                         |                         |            |                                                |                             |         |
| 2004                                                  | Jimmy White (ENG)       | Paul Hunter (ENG)       | 9–7        | Scottish Exhibition and Conference Centre      | Glasgow, Scoția             | 2003/04 |
| Openul Scoțian (turneu minor, 2012)                   |                         |                         |            |                                                |                             |         |
| 2012                                                  | Ding Junhui (CHN)       | Anthony McGill (SCO)    | 4–2        | Ravenscraig Regional Sports Facility           | Ravenscraig, Scoția         | 2012/13 |
| Openul Scoțian (turneu de clasament, 2016–prezent)    |                         |                         |            |                                                |                             |         |
| 2016                                                  | Marco Fu (HKG)          | John Higgins (SCO)      | 9–4        | Commonwealth Arena and Sir Chris Hoy Velodrome | Glasgow, Scoția             | 2016/17 |
| 2017                                                  | Neil Robertson (AUS)    | Cao Yupeng (CHN)        | 9–8        | Commonwealth Arena and Sir Chris Hoy Velodrome | Glasgow, Scoția             | 2017/18 |
| 2018                                                  | Mark Allen (NIR)        | Shaun Murphy (ENG)      | 9–7        | Commonwealth Arena and Sir Chris Hoy Velodrome | Glasgow, Scoția             | 2018/19 |
| 2019                                                  | Mark Selby (ENG)        | Jack Lisowski (ENG)     | 9–6        | Commonwealth Arena and Sir Chris Hoy Velodrome | Glasgow, Scoția             | 2019/20 |
| 2020                                                  | Mark Selby (ENG)        | Ronnie O'Sullivan (ENG) | 9–3        | Marshall Arena                                 | Milton Keynes, Anglia       | 2020/21 |
| 2021                                                  | Luca Brecel (BEL)       | John Higgins (SCO)      | 9–5        | Venue Cymru                                    | Llandudno, Țara Galilor     | 2021/22 |
| 2022                                                  | Gary Wilson (ENG)       | Joe O'Connor (ENG)      | 9–2        | Meadowbank Sports Centre                       | Edinburgh, Scoția           | 2022/23 |
| 2023                                                  | Gary Wilson (ENG)       | Noppon Saengkham (THA)  | 9–5        | Meadowbank Sports Centre                       | Edinburgh, Scoția           | 2023/24 |
| 2024                                                  | Lei Peifan (CHN)        | Wu Yize (CHN)           | 9–5        | Meadowbank Sports Centre                       | Edinburgh, Scoția           | 2024/25 |